# Крой, Рудольф фон
Рудольф Максимилиан Константин фон Крой-Дюльмен (нем. Rudolf Maximilian Konstantin von Croÿ-Dülmen; 13 марта 1823, Дюльмен, Вестфалия — 8 февраля 1902, Канны), герцог фон Крой-Дюльмен, гранд Испании 1-го класса — прусский государственный деятель.

## Биография

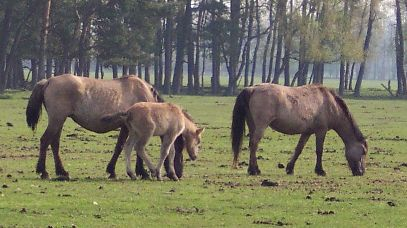
Дюльменские дикие лошади в Мерфельдской топи

Сын герцога Альфреда де Крой-Дюльмена и Элеоноры цу Зальм-Зальм.
В 1861 году унаследовал от отца владение Дюльмен в Вестфалии, к которому путем покупки были присоединены значительные земельные угодья. Продолжил начатые Альфредом масштабные работы по устройству ландшафтного парка, для чего были наняты английские садовники Эдвард Милнер и Чарлз Барнард. Помимо чередования лугов и холмов с рощами хвойных и лиственных деревьев, англичане устроили в центре парка искусственное озеро с деревянным мостом.
Значительные средства были вложены герцогом в организацию заповедника Wildpferdebahn, площадью 200 гектаров, для дюльменских диких лошадей (пони), издавна живущих в этом районе Вестфалии, и с XIV века принадлежавших сеньорам Мерфельда. Заповедник существует до настоящего времени, и, по состоянию на 2013 год, там обитало 360 из общего числа 485 особей дюльменской породы.
В 1862 году Рудольф фон Крой стал преемником своего отца в Прусской Палате господ и Провинциальном ландтаге Вестфалии.
В 1878 году был пожалован в рыцари австрийского ордена Золотого руна.

## Семья
1-я жена (15.09.1853): Натали де Линь (31.05.1835—23.07.1863), дочь принца Эжена I де Линя и Натали де Тразеньи
Дети:
- Евгения (Элеонора Мария Луиза Эдвига) фон Крой (11.10.1854, Дюльмен — 12.06.1899, Вена). Муж (17.06.1879, Дюльмен): князь Пал Эстерхази де Галанта (1843—1898), 1 сын
- Изабелла (Хедвига Франциска Наталия) фон Крой (27.02.1856, Дюльмен — 5.09.1931, Будапешт). Муж (8.10.1878, замок Л'Эрмитаж): эрцгерцог Фридрих Австрийский, герцог Тешенский (1856—1936), 9 детей
- (Клементина Фердинанда) Анна фон Крой (9.07.1857, Дюльмен — 3.08.1893, замок Ла-Берльер). Муж (11.05.1880, Дюльмен): граф Адемар д'Утремон (1845—1910), 2 детей
- герцог Карл Альфред фон Крой (29.01.1859, Брюссель — 28.09.1906, замок Карапанча). Жена (25.04.1888): Мария Людмила д'Аренберг (1870—1953), дочь Энгельберта д'Аренберга, герцога д'Аренберг и д'Арсхот, и Элеоноры д'Аренберг, 4 детей
- Натали (Эдвига Констанс Генриетта) (14.07.1863, замок Тразеньи — 2.09.1957, Дюрен). Муж (4.09.1883, Дюльмен): граф Анри де Мерод, принц де Гринберген, де Рюбампре и д'Эверберген (1856—1908), 3 детей

2-я жена (22.09.1884): Мария Элеонора цу Зальм-Зальм (1842—1891), дочь князя Максимилиана цу Зальм-Зальм